# Пам'ятник медичній сестрі
Пам'ятник медичній сестрі — пам'ятник у Донецьку, присвячений випускницям Донецького базового медичного училища, які брали участь у Німецько-радянській війні, багато з яких загинули у цій війні. Знаходиться в Калінінському районі на території Донецького базового медичного училища.

## Історія
Пам'ятник відкрито 1 вересня 1980 року, на п'ятидесятиріччя заснування Донецького базового медичного училища. Пам'ятник створено за ініціативи викладачів і студентів училища на зібрані ними кошти.

## Опис
Автор пам'ятника — скульптор Олександр Порожнюк. Пам'ятник являє собою скульптуру з кованої міді. Висота скульптури — 2,8 м, виготовлена в майстернях Донецького художнього фонду. Постамент плоский, прямокутний і обкладений мармуровими плитами розміром 3,0×3,5 м. Скульптура встановлена біля краю постаменту. На постаменті була п'ятикутна зірка, але вона була викрадена мисливцями за кольоровим металом і не відновлювалася. Біля пам'ятника взагалі немає ніяких написів.
Скульптура являє собою фігуру в повний зріст юної дівчини — військової медсестри. Дівчина одягнена в армійську літню форму бійця Червоної Армії 1940-х років — пілотку з п'ятикутною зіркою; гімнастерку; спідницю, підперезану армійським ременем та кирзові чоботи не по нозі — на розмір-два більше. На боці висить сестринська військова сумка. Фігура дівчата ще не сформувалася. Особа зосереджено. Скульптура стоїть на півметровому підставі, невелика висота підстави наближає постать дівчини до глядача.